# Dimítrios Gaziádis
Dimítrios Gaziádis (en grec moderne : Δημήτριος Γαζιάδης) né à Athènes en 1897 et mort dans cette même ville en 1961 était un des pionniers du cinéma grec.

## Biographie
Il fit ses études à l'Académie des beaux-arts de Munich avant de se lancer dans le cinéma. Il fut à Berlin l'assistant de Georg Wilhelm Pabst, d'Ernst Lubitsch, d'Alexander Korda ou d'Ewald André Dupont.
Il revint en Grèce pour suivre la guerre gréco-turque (1919-1922) en tant que documentariste plus que réalisateur d'actualités. Ses images lui servirent à monter en 1921-1922 un film de propagande sur la défaite grecque : Le Miracle grec (Το Ελληνικόν Θαύμα) qui ne fut jamais distribué.
Il créa alors avec ses frères Kosta (qui avait été opérateur aux États-Unis) et Michaïl la société de productions Dag-Films à qui on doit la plupart des succès des années 1920.
Il continua à réaliser des documentaires historiques principalement jusqu'en 1955.

## Filmographie
- 1921 Le Miracle grec (Το Ελληνικόν Θαύμα)
- 1927 Les Fêtes delphiques (captation de la représentation du Prométhée enchaîné d'Eschyle mise en scène par Ángelos Sikelianós à Delphes)
- 1927 Amour et Vagues (Έρως και κύματα)
- 1929 Le Port des larmes (Το λιμάνι των δακρύων)
- 1929 Astéro (Αστέρω)
- 1929 La Bourrasque (Η Μπόρα)
- 1930 Les Apaches d'Athènes (Απάχηδες των Αθηνών)
- 1930 Embrasse-moi Maritsa (Φίλησέ με Μαρίτσα)
- 1932 Pauvres mais gais (Έξω φτώχεια)